# Rychlobruslení

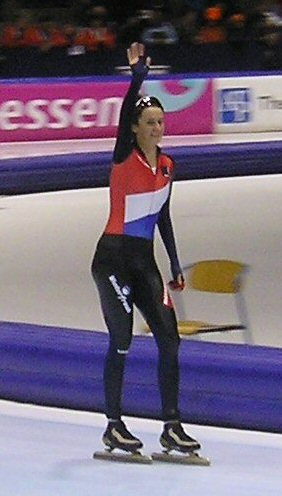
Nejúspěšnější česká rychlobruslařka Martina Sáblíková.

Rychlobruslení je zimní individuální olympijský sport, ve kterém se závodí v bruslení na čas. Rychlobruslení se koná na oválných ledových drahách dlouhých 400 metrů s poloměrem zatáčky 25 metrů, v kategorii short track pak na dráze dlouhé 111,12 metrů s poloměrem zatáček 8 metrů. Rychlobruslení se dělí do tří základních kategorií: speed skating, short track a in-line a je sdružené v Mezinárodní bruslařské unii (ISU). Nejúspěšnější českou rychlobruslařkou je Martina Sáblíková.

## Historie
Počátky v rychlobruslení v Českých zemích (resp. na území dnešního Česka) sahají do roku 1888.

### Speed skating
Oválná dráha je dlouhá 400 metrů s poloměrem zatáčky 25 metrů. Závodí se ve dvojicích, ale rozhodující je dosažený čas. Dráhy pro jednotlivé závodníky jsou široké 4 metry a po každém kole si rychlobruslaři dráhy vymění. Nože na bruslích jsou v této disciplíně upevněny pouze pod špičkou, patu mají volnou.
Závodní disciplíny:
- víceboj muži (500 m, 1500 m, 5000 m, 10 000 m)
- víceboj ženy (500 m, 1500 m, 3000 m, 5000 m)
- sprint 2x500 m
- sprint 1000 m

### Short track

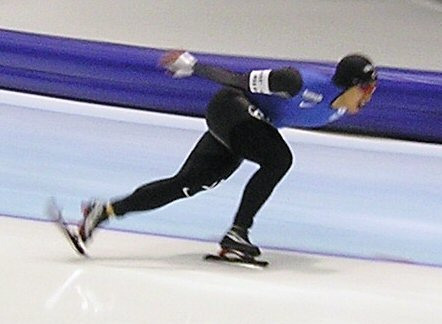
Bruslař ve vnitřní dráze během závodu.

Rychlobruslení na krátké dráze bylo zařazeno poprvé mezi olympijské sporty v roce 1988 v Calgary, o čtyři roky později v Albertville to již byla plnohodnotná sportovní disciplína. V České republice se rozvíjí od roku 1994. Závodí se na běžných zimních stadionech, kdy se na ploše 30 x 60 metrů vyznačí ovál dlouhý 111,12 metrů s poloměrem zatáček 8 metrů. Brusle jsou na nohou umístěny mírně vlevo, závodníci dosahují rychlostí až cca 40 km/h.
Závodní disciplíny:
- 500 m
- 1000 m
- 1500 m
- 3000 m
- štafety

### In-line

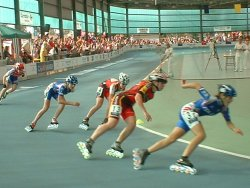
Závod v inline rychlobruslení.

Jedná se o bruslení na kolečkových bruslích (inline rychlobruslení), které patří mezi kolečkové sporty. Tato kategorie spadá pod Mezinárodní federace kolečkových sportů (FIRS), která patří mezi neolympijské federace uznané MOV. Závody se pořádají na oválech 166 až 250 m dlouhých, nebo na silničních okruzích.
Závodní disciplíny:
- od 200 m až po maraton
- štafety
- bodovací a vyřazovací závody